# Marie Kateřina Farnese
Marie Kateřina Farnese (18. února 1615, Parma – 25. července 1646, Sassuolo), členka vévodského rodu Farnese. Marie Kateřina byla jako první manželka Františka I. d'Este vévodkyní z Modeny. V některých pramenech je známá spíše jako Maria Farnese.

## Život
Narodila se v Parmě jako dcera Ranuccia I. Farnese a jeho manželky Markéty Aldobrandini.
Její starší bratr Eduard byl pozdějším parmským vévodou. Její matka Markéta Aldobrandini, dcera Olimpie Aldobrandini, byla členkou rodu Aldobrandini a jedinou dědičkou rodinného majetku.
Marie Kateřina byla navrhovanou nevěstou pro Karla II. Stuarta, ke sňatku však nikdy nedošlo a Karel se oženil s Kateřinou z Braganzy.
Stala se tedy snoubenkou Františka I. d'Este, syna Alfonsa III. d'Este a Isabely Savojské. Ke sňatku došlo 11. ledna 1631 v Parmě.
Marie Kateřina zemřela v červenci 1646 při porodu syna, ve vévodském paláci Sassuolo, letním sídle modenských vévodů.
Její synovec Ranuccio II. se dvakrát oženil s jejími dcerami, v roce 1664 s Isabelou, v roce 1668 s Marií. František I. d'Este se ještě dvakrát oženil, poprvé se sestrou Marie Kateřiny, Viktorií, podruhé s Lukrécií Barberini.

## Potomci
- Alfonso (*/† 1632), dědičný Prince z Modeny
- Alfonso IV. d'Este (2. února 1634 – 16. července 1662), vévoda z Modeny a Reggia, ⚭ 1655 Laura Martinozzi (27. května 1639 – 19. července 1687)
- Isabella (3. října 1635 – 21. srpna 1666), ⚭ 1663 Ranuccio II. Farnese (17. září 1630 – 11. prosince 1694), vévoda z Parmy a Piacenzy
- Eleonora d'Este (1639–1640)
- Tedaldo d'Este' (1640–1643)
- Almerigo d'Este (8. května 1641 – 14. listopadu 1660), svobodný a bezdětný
- Eleonora d'Este (2. ledna 1643 – 24. února 1722), jeptiška
- Maria d'Este (8. prosince 1644 – 20. srpna 1684), ⚭ 1668 Ranuccio II. Farnese (vdovec po její starší sestře)
- Tedaldo d'Este (*/† 1646)

## Tituly a oslovení
- 18. února 1615 – 11. ledna 1631: Její Výsost Marie Kateřina Farnese, parmská princezna
- 11. ledna 1631 – 25. července 1646: Její Výsost vévodkyně z Modeny